# Evansville, Wyoming
Evansville är en stad i Natrona County i centrala Wyoming i USA, med 2 544 invånare vid 2010 års folkräkning. Evansville ligger direkt öster om den större staden Casper vid North Platte River, och ingår i Caspers storstadsområde.

## Historia
Staden döptes efter smeden W.T. Evans, som bosatte sig i området 1902 och byggde upp en stor ranch. Mellan 1918 och 1920 såldes delar av området av till oljeföretagen Socony-Mobil Company och Texas Oil Company.

## Kommunikationer
Söder om staden passerar motorvägen Interstate 25.